# Вратецько
Вратецько (хорв. Vratečko) — населений пункт у Хорватії, у Сисацько-Мославинській жупанії у складі міста Петриня.

## Населення
Населення за даними перепису 2011 року становило 60 осіб.
Динаміка чисельності населення поселення:

## Клімат
Середня річна температура становить 10,78 °C, середня максимальна – 25,16 °C, а середня мінімальна – -5,71 °C. Середня річна кількість опадів – 960 мм.
| Клімат поселення                              | Клімат поселення | Клімат поселення | Клімат поселення | Клімат поселення | Клімат поселення | Клімат поселення | Клімат поселення | Клімат поселення | Клімат поселення | Клімат поселення | Клімат поселення | Клімат поселення | Клімат поселення |
| Показник                                      | Січ.             | Лют.             | Бер.             | Квіт.            | Трав.            | Черв.            | Лип.             | Серп.            | Вер.             | Жовт.            | Лист.            | Груд.            |                  |
| Середній максимум, °C                         | 7,22             | 8,81             | 13,16            | 17,41            | 22,02            | 25,16            | 23,95            | 23,24            | 19,66            | 14,68            | 9,07             | 5,13             |                  |
| Середня температура, °C                       | 0,75             | 2,34             | 6,68             | 10,95            | 15,56            | 18,70            | 20,39            | 19,68            | 16,11            | 11,12            | 5,53             | 1,56             |                  |
| Середній мінімум, °C                          | −5,71            | −4,13            | 0,24             | 4,48             | 9,10             | 12,23            | 16,83            | 16,12            | 12,54            | 7,56             | 1,96             | −2               |                  |
| Норма опадів, мм                              | 58               | 55               | 65               | 78               | 82               | 95               | 86               | 90               | 90               | 92               | 96               | 73               |                  |
| Середньомісячна швидкість вітру, м/с          | 1.70             | 1.90             | 2.30             | 2.20             | 2.00             | 1.80             | 1.80             | 1.64             | 1.60             | 1.69             | 1.76             | 1.76             |                  |
| Середньомісячна сонячна радіація, кДж/м²·день | 4222             | 6989             | 10590            | 15033            | 19291            | 21226            | 22360            | 19467            | 14302            | 8872             | 4690             | 3405             |                  |
| --------------------------------------------- | ---------------- | ---------------- | ---------------- | ---------------- | ---------------- | ---------------- | ---------------- | ---------------- | ---------------- | ---------------- | ---------------- | ---------------- | ---------------- |
| Джерело:                                      |                  |                  |                  |                  |                  |                  |                  |                  |                  |                  |                  |                  |                  |